# ジョシュ・チルドレス
ジョシュ・チルドレス（Josh Childress）こと、ジュシュア・マリク・チルドレス（Joshua Malik Childress, 1983年6月20日 - ）はアメリカ合衆国のバスケットボール選手。カリフォルニア州ロサンゼルスハーバーシティ地区出身。ポジションはシューティングガード、スモールフォワード（スウィングマン）。

## 経歴
地元の高校を卒業後、スタンフォード大学に進学。3年生の時に平均得点15.7、平均リバウンド7.5を記録し、パック10の年間最優秀選手に選ばれる。
大学3年を終えた時点でアーリーエントリーを宣言。2004年のNBAドラフトでアトランタ・ホークスから全体6位で指名された。新人のシーズンにはおよそ半数の試合で先発出場し、平均10.1得点、6.0リバウンドの活躍でオールルーキーセカンドチームに選ばれた。その後2008年オフ、チルドレスはギリシャのオリンピアコスBCのクラブと契約。
2010年、フェニックス・サンズに移籍しNBAに復帰した。
2012年9月13日、ブルックリン・ネッツに移籍したが、同年12月29日に解雇された。
2013年9月27日、ニューオーリンズ・ペリカンズと契約したが、開幕後に解雇された。
2014年8月2日、シドニー・キングスと契約した。
2016年3月8日、Dリーグのテキサス・レジェンズと契約。8試合に出場し、1試合平均12.0得点、8.5リバウンド、1.8アシストの記録を残した
2016年11月17日にはジャパンタイムズが、B.LEAGUEの三遠ネオフェニックスと契約を結ぶ見込みだと報じ、翌18日にクラブから正式に発表され、シーズン終了までプレーした。
2017年9月12日、デンバー・ナゲッツとシーズンキャンプに関する契約を結び、NBA復帰を目指すことになった。
2018年11月6日、再びB.LEAGUEの三遠ネオフェニックスと契約を結ぶことが発表された。

## 日本での成績
| シーズン         | チーム | GP | GS | MPG  | FG%  | 3P%  | FT%  | RPG | APG | SPG | BPG | TO  | PPG  |
| ---------------- | ------ | -- | -- | ---- | ---- | ---- | ---- | --- | --- | --- | --- | --- | ---- |
| B.LEAGUE 2016-17 | 三遠   | 38 | 35 | 25.8 | 51.7 | 33.8 | 69.8 | 9.5 | 1.8 | 0.6 | 1.2 | 2.3 | 18.6 |